# Réserve naturelle de Falkensten
La Réserve naturelle de Falkensten  est une réserve naturelle norvégienne qui est située dans le municipalité de Horten, dans le comté de Vestfold.

## Description
La réserve naturelle de 0,06 km2 a été créée en 2006. Elle comprend la paroi rocheuse verticale dans la baie de Falkensten et la forêt en dessous. Falkensten est une région unique. Ici, il y a une forêt de feuillus côtière qui aime la chaleur.
La forêt se caractérise par une grande luxuriance et une variété de types et d'âges. La réserve naturelle est modeste en superficie, mais grande en altitude. La hauteur au-dessus du niveau de la mer varie de 5 à environ 110 mètres. Juste au sud de la réserve se trouve la Réserve naturelle de Falkenstendammen.